# Джованні Червоне
Джованні Червоне (італ. Giovanni Cervone, нар. 16 листопада 1962, Брушано) — італійський футболіст, що грав на позиції воротаря. По завершенні ігрової кар'єри — тренер.

## Ігрова кар'єра
Народився 16 листопада 1962 року в місті Брушано біля Неаполя. Вихованець юнацьких команд клубу «Юве Стабія». У дорослому футболі дебютував 1979 року у цьому ж клубі в Серії С2, в якій провів один сезон, взявши участь у 6 матчах чемпіонату.
Влітку 1980 року перейшов у клуб вищого дивізіону «Авелліно», але в Серії А дебютував лише 15 травня 1983 року у матчі проти «Удінезе» (1:1). На початку наступного сезону зіграв ще в чотирьох іграх Серії А, після чого відправився в клуб Серії В «Катандзаро», де пограв до кінця сезону, будучи основним гравцем.
Влітку 1984 року перейшов у інший клуб другого дивізіону «Дженоа», де протягом трьох сезонів був основним гравцем, але так і не допоміг команді підвищитись у класі. Після цього сезон 1987/88 гравець провів там само з «Пармою».
Влітку 1988 року Червоне повернувася в Серію А, підписавши контракт з «Вероною». У цьому клубі він також виступав у стартовому складі і зацікавив представників «Роми», куди і перейшов у 1989 році. У складі «джааллорсі» він повинен був замінити 35-річного Франка Танкреді, і вже в перший сезон досвідчений італійський воротар сидів на лавці, програвши конкуренцію на 7 років молодшому Джованні. Влітку 1990 року Танкреді залишив команду, і Червоне протягом кількох наступних років мав основне місце в складі «Роми», виграючи його у майбутнього чемпіона світу Анджело Перуцці. У 1991 році Червоне здобув з римською командою Кубок Італії і вийшов у фінал Кубка УЄФА, в якому римляни поступились «Інтеру» (0:2, 1:0). У 1993 році він дійшов з римлянами до фіналу національного кубка (0:3 і 5:2 з «Торіно»). Він грав у команді «Роми» до 1997 року. Протягом восьми років, проведених на «Стадіо Олімпіко», він зіграв у 191 матчі Серії А.
Протягом 1997—1999 років захищав кольори команди клубу «Брешія».
Завершив професійну ігрову кар'єру у клубі «Равенна», за команду якого виступав протягом 1999—2000 років.

## Кар'єра тренера
Розпочав тренерську кар'єру, повернувшись до футболу після невеликої перерви, 2007 року, ставши тренером воротарів клубу «Авелліно».
Згодом з 2008 по 2009 рік був тренером воротарів у «Галліполі».

## Титули і досягнення
- Володар Кубка Італії (1):

«Рома»: 1990–91